# Bicyclus xeneas
Bicyclus xeneas är en fjärilsart som beskrevs av William Chapman Hewitson 1865. Bicyclus xeneas ingår i släktet Bicyclus och familjen praktfjärilar. Inga underarter finns listade i Catalogue of Life.

## Bildgalleri

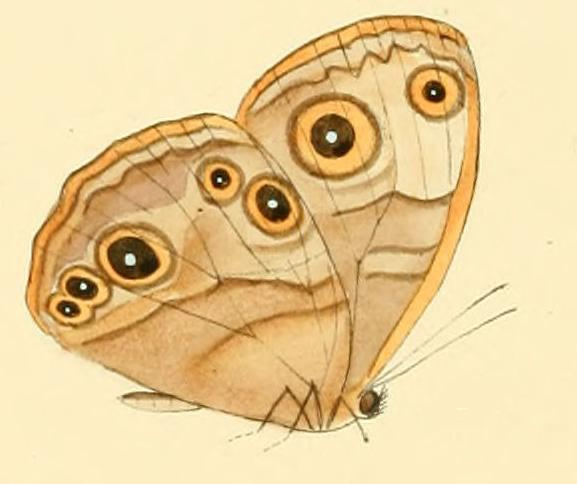
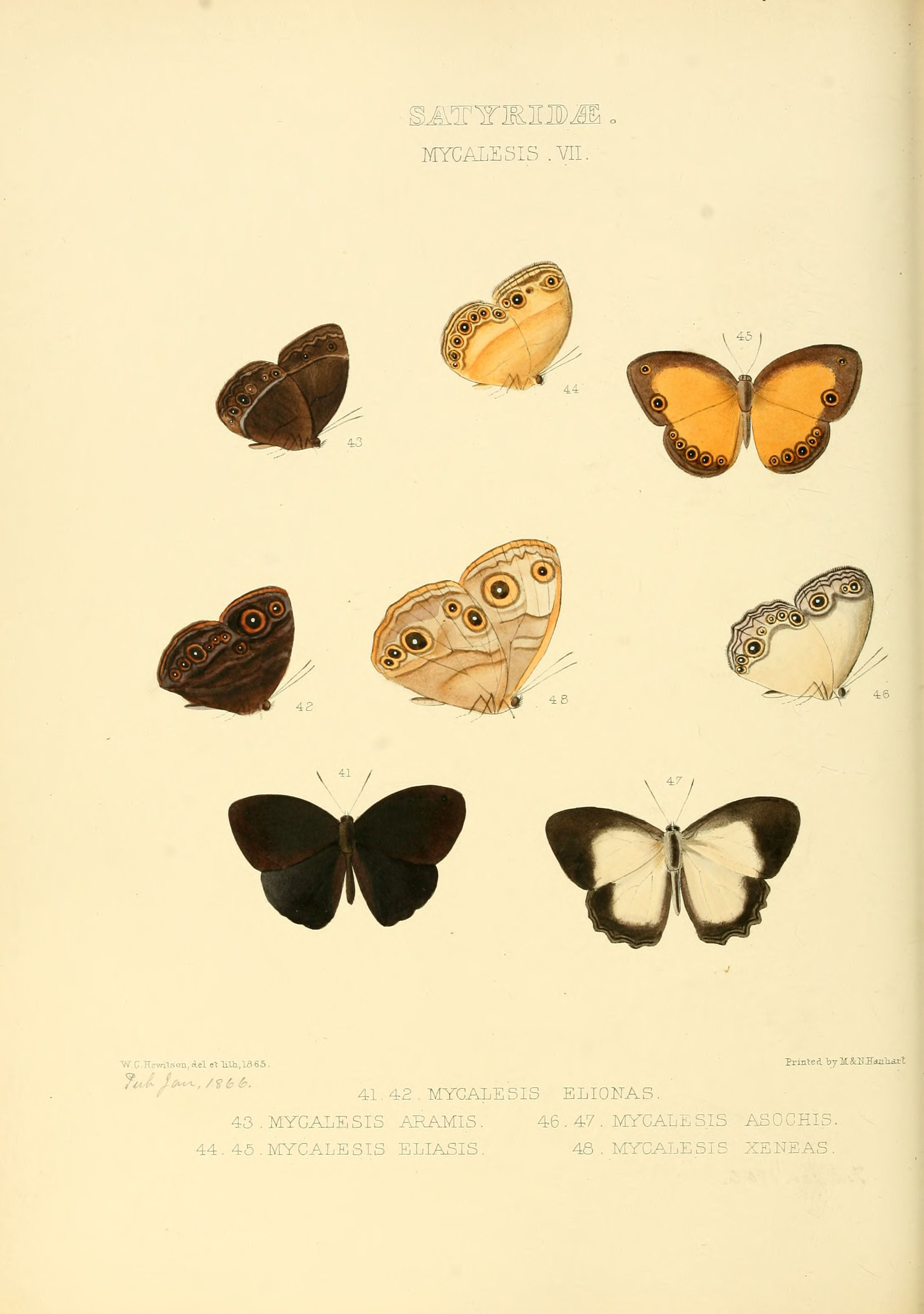
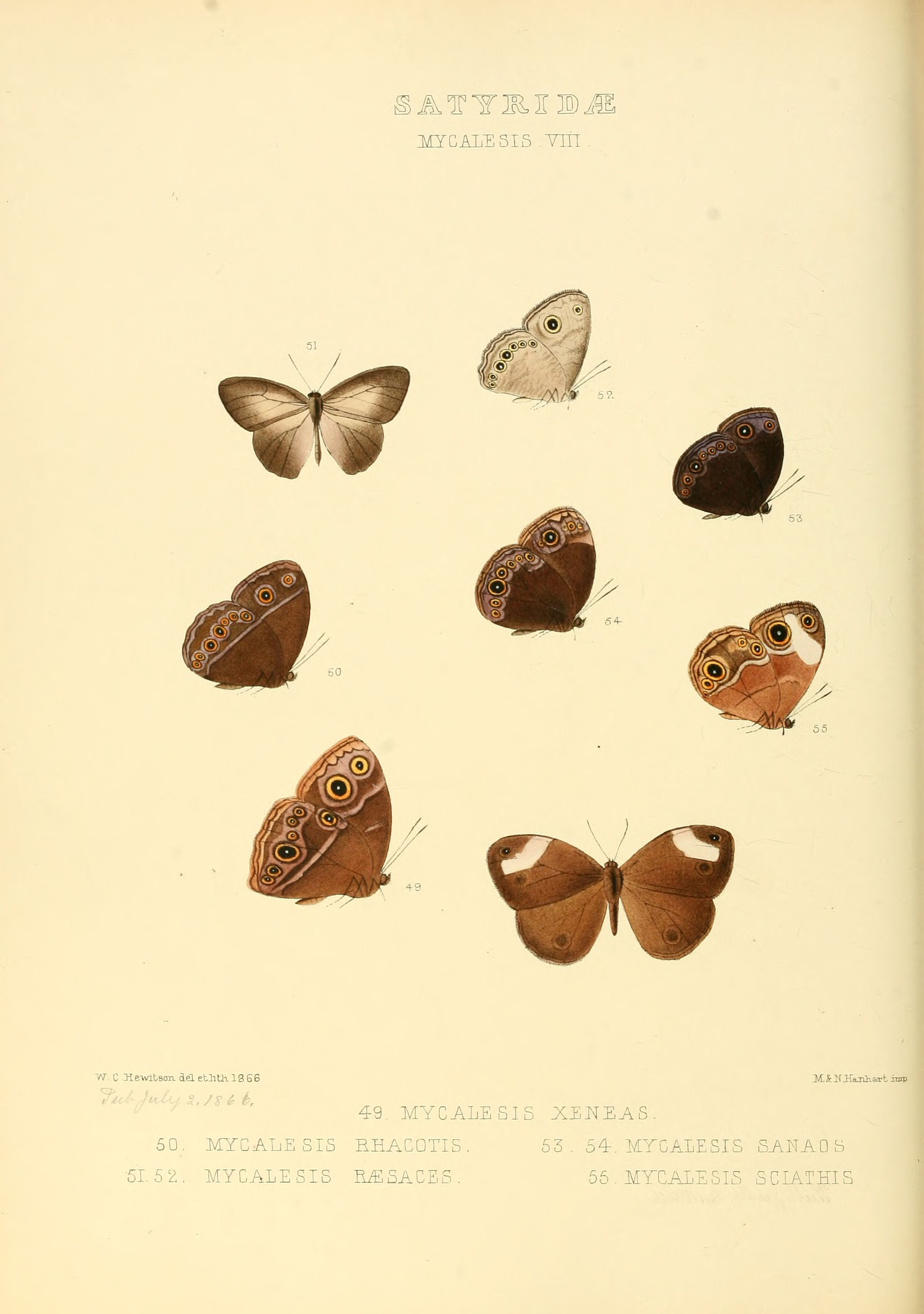